# カール・アウグスト・フォン・シュタインハイル
カール・アウグスト・フォン・シュタインハイル（Carl August von Steinheil, 1801年10月12日 - 1870年9月14日）は、ドイツの物理学者・発明家・工学者・天文学者である。

## 生涯

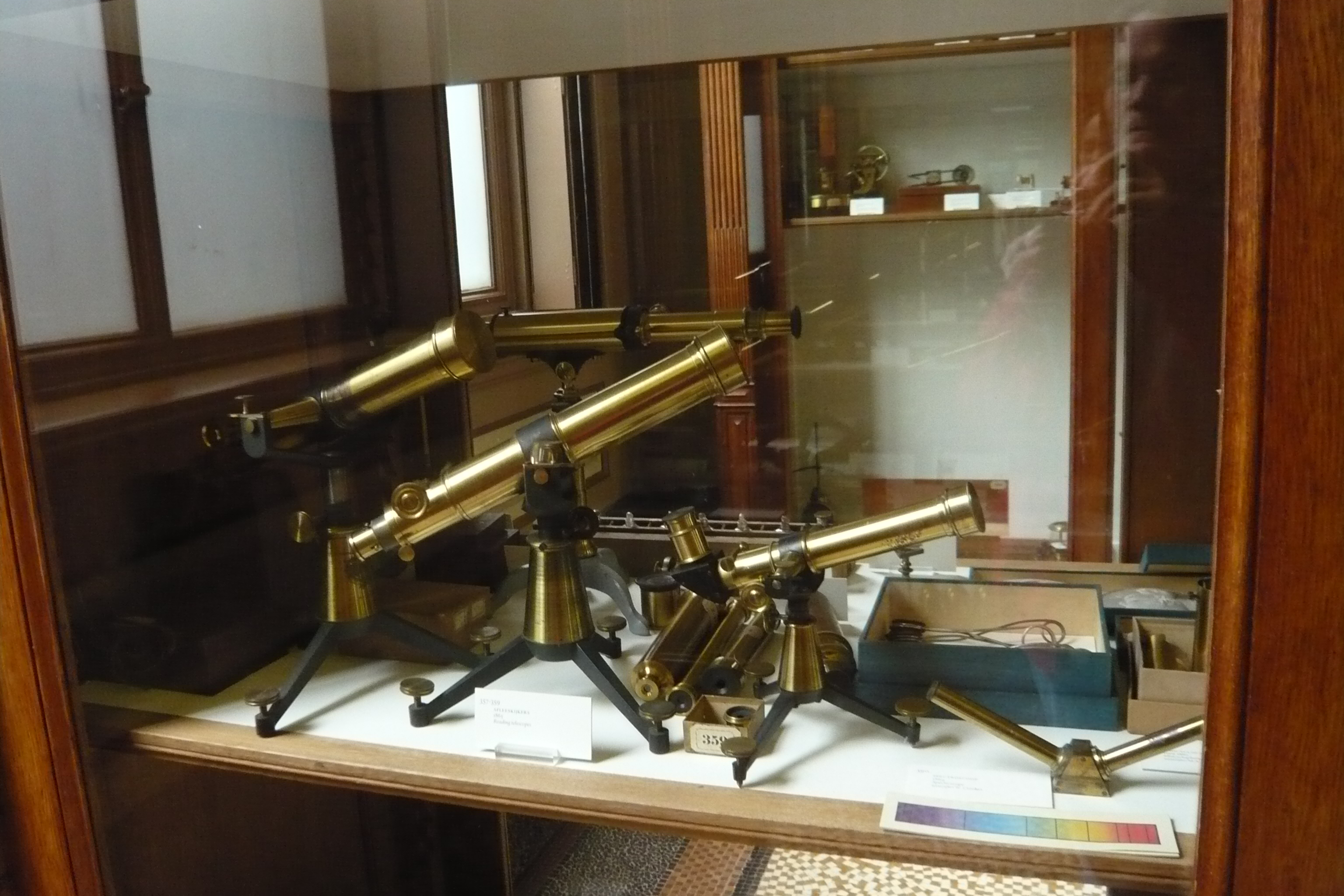
シュタインハイルが1865年に購入した読み取り望遠鏡（タイラース博物館蔵）

アルザスのラポルツヴァイラーで生まれた。1821年にエアランゲン大学に入学して法律を学んだ後、ゲッティンゲン大学とケーニヒスベルク大学で天文学を学んだ。大学卒業後はミュンヘン近郊の父親の領地に住みながら天文学と物理学の研究を続けた。1832年から1849年まで、ミュンヘン大学で数学と物理学の教授を務めた。
1839年に、塩化銀とボール紙のカメラを使って美術館とミュンヘン聖母教会の陰画写真を撮影し、また、陰画から陽画写真を作成した。作成された写真は直径4 cmの円形であり、この方法は後にシュタインハイル法と呼ばれた。これはドイツ初のダゲレオタイプだった。
1846年、新しい度量衡システムの導入のためにナポリを訪れた。3年後、オーストリア通商省の電信委員に任命された。シュタインハイルは、オーストリア帝国全土に電信網を構築することを任務とし、ドイツ＝オーストリア電信連合の設立の援助を行った。1851年に、彼はスイスで電信網の構築を開始した。
1854年、望遠鏡など天文機器を製作するオプティッシェ・ヴェルケ・C・A・シュタインハイルを設立した。同社は、望遠鏡や分光器、そして、シュタインハイルの発明の1つである、明るさの測定に使用される光度計を製造した。また、ウプサラ天文台、マンハイム天文台、ライプツィヒ天文台、ユトレヒト天文台の大型望遠鏡を製造した。1852年に世界最初の銀メッキ反射式天体望遠鏡（10 cm径凹面鏡）を作成、生産をはじめた。その製法は友人の化学者、ユストゥス・フォン・リービッヒによって開発されたものである。1862年からオプティッシェ・ヴェルケ・C・A・シュタインハイルは息子のフーゴー・アドルフ・シュタインハイル（Hugo Adolph Steinheil, 1832年 - 1893年）が継いだ。
1870年9月14日にバイエルン王国のミュンヘンで亡くなり、旧南墓地に埋葬された。

## 発明したもの
- 接地（アース）
- 印刷電信（ドイツ語版） - 符号が印字される電信機（市販せず）
- 電気式時計
- シュタインハイル文字（ドイツ語版） - 電信で紙にドットを印刷するための符号。モールス符号の採用により使用されなかった。
- シュタインハイル・ダブレットレンズ（英語版） - アクロマートの一種
- 湾曲したガラス面の銀メッキ（レオン・フーコーと共同）- 反射望遠鏡の普及への道を開いた。

シュタインハイルおよびシュタインハイル会社の製品例
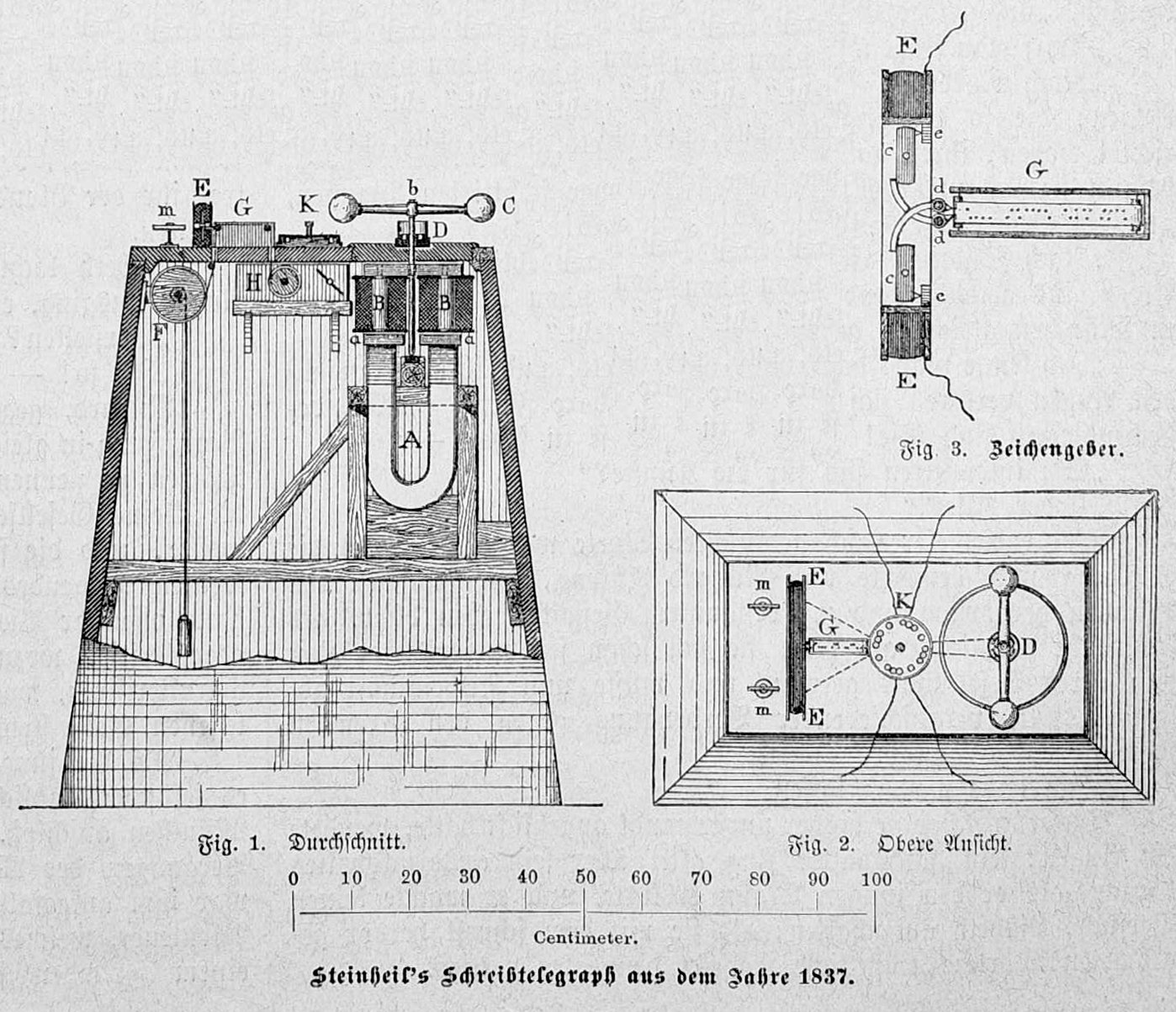
印刷電信機の設計図 (1837年)
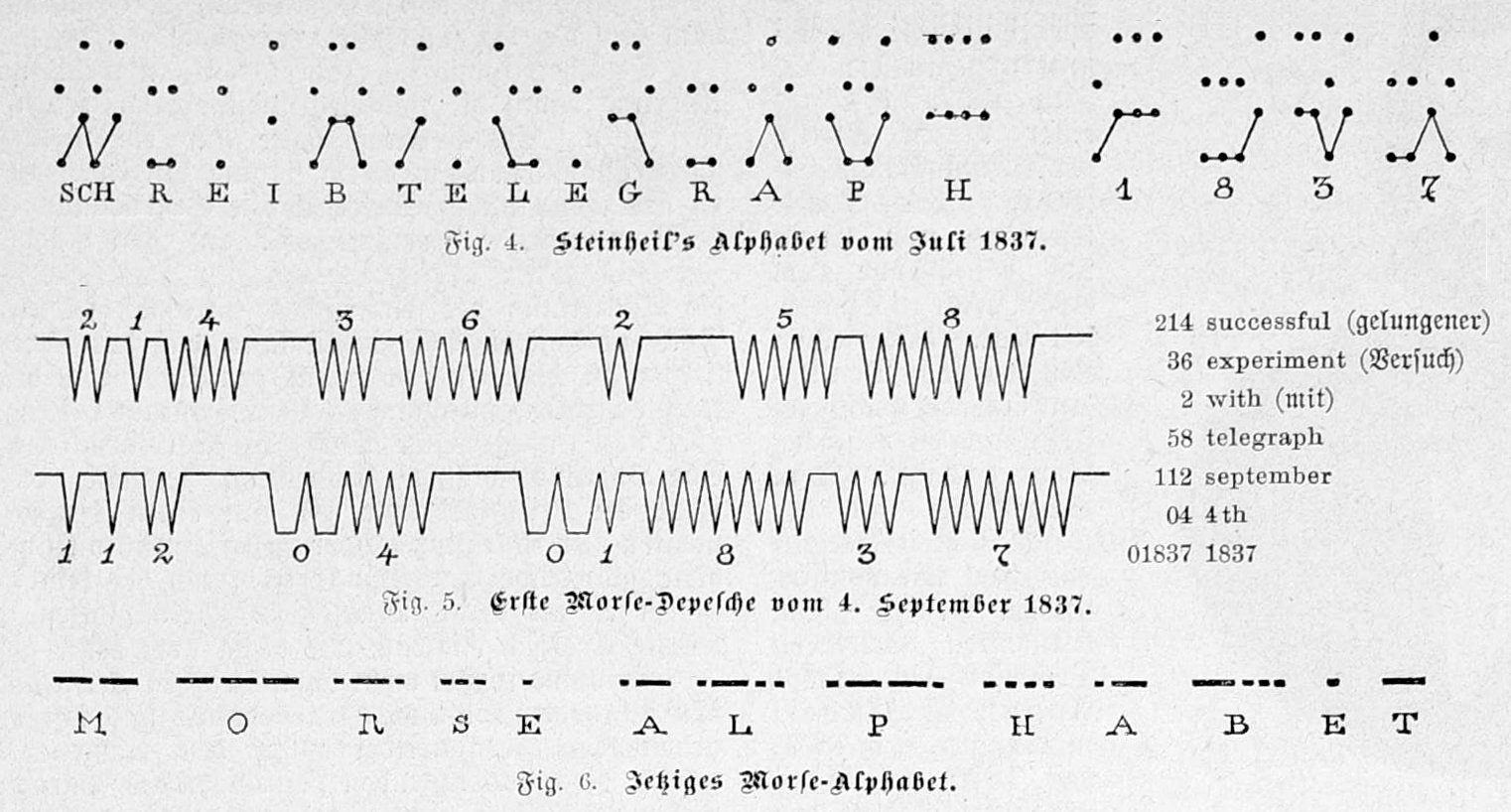
シュタインハイル式電信符号 (1837年)
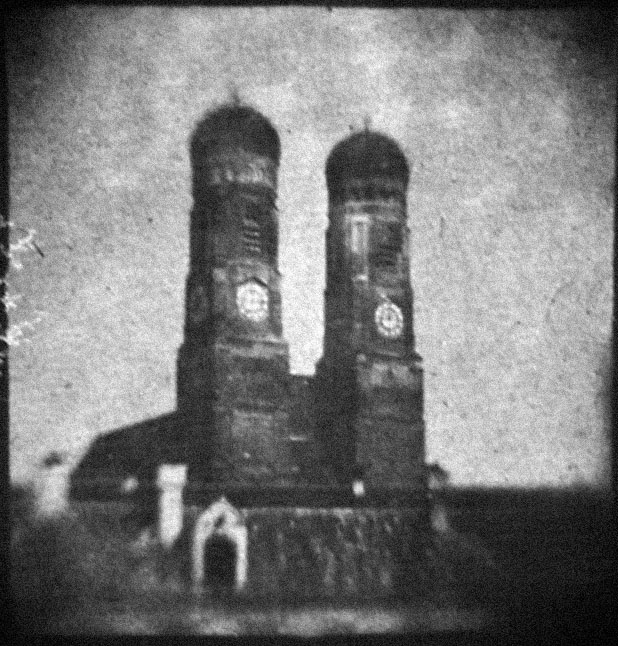
コーベルとシュタインハイルによるドイツ初のダゲレオタイプカメラで撮影されたミュンヘン女子教会 (1839年)
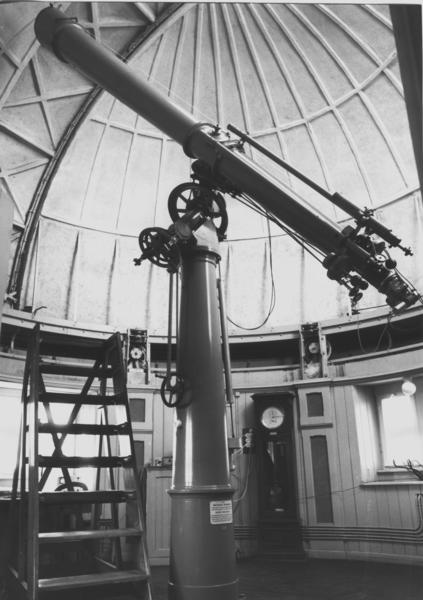
マンハイム天文台の反射式望遠鏡 (1859年)

## 因んで命名されたもの
小惑星シュタインハイル (30837 Steinheil) や月のクレーター・シュタインハイルにその名を残している。
いくつかの情報源では、アイオライトの一種である透明鉱物のスタインハイライト (Steinheilite) は、シュタインハイルに因んで命名されたとしている。しかし、この名称は1811年にはすでに使われていて、そのときシュタインハイルは10歳でまだ無名であり、他の情報源ではロシアの軍人のファビアン・シュタインハイルに帰している。